# Proasellus boui
Proasellus boui là một loài chân đều trong họ Asellidae. Loài này được Henry & Magniez miêu tả khoa học năm 1969.